# Mina Nº 7
Mina Nº 7 è una compilation della cantante italiana Mina, pubblicata dall'etichetta Italdisc nell'ottobre del 1964.

## Storia
Mina è già passata alla Ri-Fi, che pubblica a maggio del 1964 il suo settimo album, Mina, quando l'Italdisc a ottobre dello stesso anno esce con questa seconda raccolta e la intitola Mina Nº 7, contando progressivamente in ordine cronologico le pubblicazioni sul supporto LP dall'inizio carriera dell'artista, di fatto come si trattasse di un vero album studio e ignorando quello edito dalla Ri-Fi.
Al di là del sottotitolo 16 Successi, contiene due brani mai editi su album; entrambi pubblicati solo quattro mesi prima su singolo. Il maestro Tony De Vita e la sua orchestra accompagnano Mina in tutte le canzoni. Tutte le canzoni sono eseguite in italiano, eccetto Qué no, qué no!, il cui testo esiste solo in spagnolo.
Con il titolo Mina e una copertina a sfondo nero, la raccolta è stata pubblicata in Brasile nel 1964 (Mocambo LP 40281) seguendo l'ordine corretto delle tracce, ma omettendo i brani Sciummo, 'Na sera 'e maggio, Stranger Boy e Renato.

## Copertina
La fotografia in copertina è la stessa già utilizzata per l'album Moliendo café del 1962. Sulla copertina viene riportato un elenco dei brani che differisce da quello effettivo per la posizione di alcuni brani.

## Tracce
Lato A
1. Rapsodie (Rhapsodie) – 2:21 (testo: Alberto Testa – musica: Werner Scharfenberger; edizioni musicali Ducale) – Inedito su album (singolo, 1964)
2. Si, lo so (Heißer Sand) – 3:02 – da Stessa spiaggia, stesso mare, 1963
3. Mi guardano – 2:44 – da Stessa spiaggia, stesso mare, 1963
4. Vola vola da me – 2:18 – da Renato, 1962
5. Sciummo – 2:45 – da Moliendo café, 1962
6. Just Let Me Cry – 2:18 – da Stessa spiaggia, stesso mare, 1963
7. Ollallà, Gigì – 2:14 – da Stessa spiaggia, stesso mare, 1963
8. Stranger Boy – 3:01 – da Stessa spiaggia, stesso mare, 1963

Lato B
1. Piano – 3:03 – da Due note, 1961
2. Il palloncino – 2:07 – da Moliendo café, 1962
3. Dindi – 2:51 – da Stessa spiaggia, stesso mare, 1963
4. Renato – 2:10 – da Renato, 1962
5. 'Na sera 'e maggio – 3:17 – da Due note, 1961
6. Amore di tabacco – 1:57 (testo: Vito Pallavicini – musica: Vittorio Buffoli; edizioni musicali Ducale) – Inedito su album (singolo, 1964)
7. Qué no, qué no! – 1:47 – da Stessa spiaggia, stesso mare, 1963
8. Chihuahua – 2:10 – da Renato, 1962